# Drozdov (kraj ołomuniecki)
Drozdov (niem. Drossenau) – gmina w Czechach, w powiecie Šumperk, w kraju ołomunieckim. Według danych z 2021 r. liczyła 339 mieszkańców.
Zobacz też:
- Drozdov